# هجوم درعا 2013
هجوم درعا 2013 كانت حملة خلال الحرب الأهلية السورية شنّت من قبل الجيش السوري الحرّ في محافظة درعا للسيطرة على منطقة الحدود الاستراتيجية. وقد بدأ الهجوم في أوائل مارس 2013. خلال الحملة، سيطرت قوات المعارضة على العديد من القواعد والبلدات. وقد توقف الهجوم بعد الهجوم المضاد الذي شنه الجيش في منتصف أبريل، مما أدى إلى إعادة السيطرة على بضع مدن وقرى. وبعد ذلك، واصلت المعارضة تقدمهم بشن هجوم مضاد خاص بهم.

## خلفية
في أوائل 2013، بدأت المعارضة في جنوب سوريا باستلام تدفّق الأسلحة الأجنبيّة التمويل خارج الحدود من الأردن. وقد أعطاهم ذلك زخما جديدا، مع قيام المعارضة بإعداد هجوم للاستيلاء على المنطقة ذات الأهمية الاستراتيجية على طول الحدود مع الأردن، مما سيتيح لهم مدخلا حاسما لشن هجوم على العاصمة، دمشق.

## الهجوم

### هجوم المعارضة
في 3 مارس، استولت المعارضة على كتيبة مدفعية في قرية جملة بالقرب من خط الهدنة الإسرائيلي. وقتل ثمانية من المعارضة في القتال، وذكر المرصد أن المعارضة أعدموا قائد الكتيبة بإجراءات موجزة.
في 23 مارس، العديد من مجموعات المعارضة استولت على قاعدة دفاع القسم الجوّي الثامنة والثلاثون للجيش السوري في بالقرب من طريق سريع استراتيجي يربط دمشق إلى الأردن، وقتلت القائد القاعدة، اللواء محمود درويش.
في اليوم التالي، استولت المعارضة على شريط من الأرض طوله 25 كم بالقرب من الحدود الأردنية، الذي تضمّن بلدات مزيريب، عابدين، وحاجز الرباعي العسكري.
في 29 مارس، سيطرت المعارضة على البلدة الاستراتيجية داعل الواقعة على مسافة 10 أميال من الحدود الأردنية، بعد أيام من القتال العنيف الذي خلّف 38 شخص قتلى على أقلّ تقدير، بما في ذلك 16 شخص من المعارضة.
في 3 أبريل، استولت المعارضة على قاعدة الدفاع الجوّي من الكتيبة التاسعة والأربعون للجيش السوري في بلدة علما في الأطراف الشمالية لدرعا.
في 5 أبريل، استولت المعارضة على حامية جيش تدافع عن المعبر الحدودي الرئيسيّ في الأردن، بعد حصار لمدة أسبوع الذي قتل فيه العشرات كما ذكرت التقارير.

### الهجوم الحكومي المضاد
في 10 أبريل، أطلق الجيش السوري هجوم مضادّ على بلدة الصنمين وغباغب، ليسيطر على الصنمين. ذكرت محطة التلفزيون الحكومية السورية بأنّ الجيش أطلق العمليات ضدّ طفس، داعل وجاسم أيضا. 54 شخص قتلوا خلال القتال في الصنمين: 29 مدني، 16 شخص من المعارضة، 9 جنود وثلاث منشقّين.

### إعادة فتح خط إمدادات الجيش والجمود
في 8 مايو، استولت قوّات حكومية على بلدة خربة غزالة الاستراتيجية، الواقعة على طول الطريق السريع إلى الحدود الأردنية. أكثر من 1,000 مقاتل من المعارضة انسحبوا من البلدة بسبب قلة التعزيزات والذخيرة. خسارة البلدة أدّت إلى إعادة فتح طريق إمدادات التموين الحكومي أيضا إلى مدينة درعا المتنازع عليها. المعارضة واصلت الانسحاب من البلدات الأخرى وقرّرت بعدم مواجهة تقدّم الجيش على طول الطريق السريع لأنها لم تعد تمتلك ذخيرة. ومع ذلك، في وقت لاحق من اليوم، ادّعى قائد معارض بأنّ التراجع كان جزء من خطّة متمرّدة لبدء فخّ للقوّات الحكومية وبأنّ مقاتلي المعارضة استطاعوا استرداد البلدة. ومع ذلك، نفى هذا المرصد السوري لحقوق الإنسان المعارض الذي صرّح بأنّ المعارضة قد تمكنوا فقط من استرداد حيّ واحد والقتال مازال مستمر في البلدة.
في 12 مايو، أخذت قوّات حكومية سيطرة كاملة على خربة غزالة وأمنت الطريق السريع بالقرب من البلدة.
في وقت مبكّر من يونيو، استنادا إلى حرس حدود وميليشيات أردنية، المعارضة كانت تشن هجمات بدائية ضدّ مواقع الجيش السوري على الجانب الآخر للحدود. “يهاجمون نقاط التفتيش على نحو بدائي،” استنادا إلى قائد أردني. “أحيانا ترى أنهم يحملون أسلحتهم بشكل سيّء ويهدرون ذخيرتهم. هم تقريبا ما استغلّوا العربات والمعدّات التي تركها السوريين. واضح من مراقبتهم بأنّهم ليسوا مدرّبون جيدا.” الجيش السوري كان يقترب نحو الحدود ونجاحهم ضدّ المعارضة، يعزى إلى الوصول الأخير للترس والعربات الأكثر تحسّنا، التي لم تشهد من قبل، للجيش السوري. هذه تتضمن طائرات بدون طيّار، ونظم مكافحة قذائف الهاون، وأجهزة التشويش على الاتصالات. النظم المضادة لقذائف الهاون التي تنتشر في بعض المناطق تسمح للجيش السوري بتتبّع مصدر قذائف الهاون وحتى أن تضرب قبل أن تشنّ المعارضة هجوما.
في أواخر يونيو، كانت قوات المعارضة تخشى أن تدحر من قبل الجيش في جنوب سوريا وفقدان السيطرة على مناطقهم الآمنة على الحدود الأردنية. بحدود 26 يونيو، كانت قوّات حكومية قد استولت على قرى إطلع وبصرى الشام والقتال كان مندلعا خارج قرية الشيخ مسكين.

### تقدم المعارضة البطيء
في 28 يونيو، المعارضة، بما في ذلك وحدات جبهة النصرة، سيطروا على حاجز البنايات المهم بشكل استراتيجي في مدينة درعا. احتلّوا المنطقة أيضا حول العمري في الجزء الجنوبي للمدينة، الذي كان بؤرة للاحتجاجات الأولى في مارس 2011.
في 8 أغسطس، أحمد الجربا، رئيس الائتلاف الوطني السوري المدعوم من قبل الغرب، عبر من الأردن إلى الأرض الواقعة تحت سيطرة المعارضة في محافظة درعا لالتقاء اللاجئين وقضاء عيد الفطر. وكان مصحوب بأحمد النعمة، زعيم مجلس درعا العسكري التابع للجيش الحر.
في 28 سبتمبر، سيطرت المعارضة بما في ذلك مجموعات مرتبطة بالقاعدة على معبر الرمثا الحدودي على حدود سوريا والأردن بعد أيام من القتال الذي خلّف 26 جندي قتلى على أقلّ تقدير سويّة مع 7 مقاتلين أجانب من المعارضة. في 9 أكتوبر، سيطرت المعارضة على معبر هجانر الحدودي أيضا على الحدود الأردنية بالقرب من درعا بعد شهر من القتال العنيف. عنى سقوطه أن المعارضة كانت الآن مسيطرة على قطعة أرض على طول حدود من خارج درعا إلى حافّة مرتفعات الجولان.
في 21 أكتوبر، قائد الجيش السوري الحرّ الرئيس ياسر العبّود (المعروف باسم أبو عمّار)، زعيم لواء فلوجة حوران قتل خلال القتال مع الجيش في طفس. هو كان في يوم من الأيام قائد المجلس العسكري للجيش السوري الحرّ.
في ديسمبر، معارضين إسلاميين استطاعوا الاستيلاء على قاعدة كتيبة تسلّح بالقرب من بلدة بصر الحرير، وأسر العديد من الجنود خلال الهجوم. بعد شهر واحد، ادّعى المعارضون أنهم سيطروا على المستشفى في بلدة جاسم، حيث قوّات حكومية قد سبق أن تواجدت.